# 면역항암요법

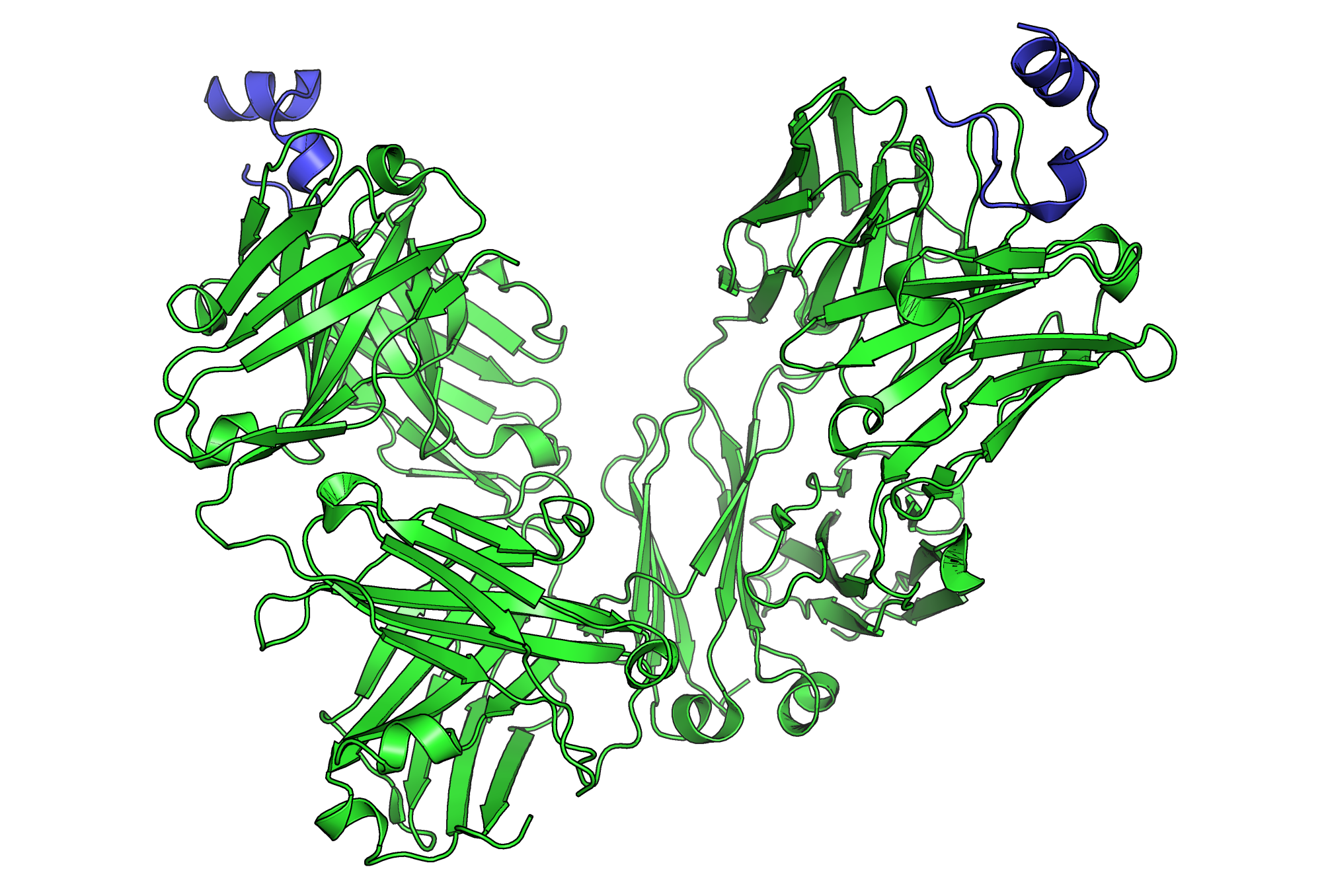

면역항암요법(免疫抗癌療法, 영어: cancer immunotherapy)이란 인체의 면역체계를 활성화 시켜서 암세포와 싸우게 하는 암 치료법이다.
3세대 면역항암제는 1960~70년대 1세대 세포독성항암제, 1999년 2세대 표적항암제에 이어, 암치료의 새로운 패러다임이다. 사이언스지는 2013년 '올해의 연구'(breakthrough of the year)로 면역항암제를 선정했다.

## 특징
면역항암제는 면역체계의 특이성(specificity), 기억능력(memory), 적응력(adaptiveness)을 증강시킴으로써 항암효과를 나타낸다. 즉 인체의 면역시스템을 이용하여 정확하게 암세포만 공격해 부작용이 적고 면역시스템의 기억능력과 적응력을 이용하기 때문에 면역항암제에 효과가 있는 환자는 지속적인 항암효과를 볼 수 있다. 따라서 면역항암제는 1세대 화학항암제의 부작용과 2세대 표적항암제의 내성을 개선하였고, 장기간 효과 지속(durable response), 장기생존가능(long-term survival), 폭넓은 항암효과(broad anti-tumor activity) 및 낮은 부작용(low toxicity profile) 등을 특징으로 한다.

## 기존 항암요법에 비해 가지는 장점[3]
1. 장기간 효과지속
면역항암제는 약제를 중단해도 인체의 면역체계가 기억하고 있어 암세포를 계속 공격하므로 치료효과가 오랫동안 지속된다. 표적항암제의 경우 약제에 대한 치료 초기 반응성은 좋지만 시간이 지나면 환자들의 4기 생존율이 현저히 감소되는 반면 면역항암제의 경우 초기 반응이 있는 환자들에서는 2~4년이 지나도 약물 반응이 지속된다. 특히 전이가 되었거나 기존 수술 및 치료법으로 치료가 불가능한 3기 후반에서 4기 환자 들에 있어 반응이 좋은 환자의 경우는 3~4년까지 반응이 유지되어 완치에 가까울 정도의 효과가 나타나는 장점이 있다.
2. 장기 생존 가능
면역항암제는 기존 항암요법으로 효과가 부족했던 환자에서 생존률을 높일 수 있다. 면역항암제는 초기 보다는 중기 이후에 암세포가 면역시스템을 회피하는 정도로 진화되었을 경우에 효능이 있으며, 최근에는 기존 항암요법 또는 다른 체크포인트억제제와의 병합요법을 통해 생존률을 높이는 방법으로도 개발되고 있다.
3. 폭넓은 항암효과
면역항암제는 2세대 표적항암제가 특정 유전자 돌연변이가 있는 경우에만 효과적인 점에 비해 돌연변이 유무와 상관이 없이 효과적일 수 있으므로 다양한 암에서 효과를 보일 수 있다. 이는 면역세포들이 암세포를 식별하는 능력을 활용함으로써 암의 종류에 크게 구애받지 않고 보다 효율적으로 암세포에 대항할 수 있기 때문이다.

## 면역항암제의 종류[3]
1. 면역체크포인트억제제(Immune checkpoint inhibitor)
인체는 외부의 침입자(바이러스, 독소 등)와 내부의 해로운 변화(암세포 돌연변이)로부터 스스로를 보호하는 방어체계를 갖추고 있다. 암세포는 정상세포와 달리 표면에 특이항원이 존재하여 암 발생 초기 단계에서는 면역체계에 의해서 파괴된다. 이후 무한 증식하고자 하는 암세포와 이를 공격하려는 면역세포의 힘이 균형이 무너지게 되면 암세포가 본격적인 증식을 개시한다. 암세포가 더 성장하게 되면 체내 면역시스템을 교란하는데 이때 일부 암세포는 면역세포의 면역체크포인트를 활용하면서 면역을 회피하는데, 면역체크포인트억제제가 면역체크포인트를 억제하면 면역세포의 힘이 증강되어 암세포가 사멸하게 된다.
2. 면역세포치료제(Immune cell therapy)
체내의 면역세포를 채집하여 강화시키거나 유전공학적으로 변형시켜 다시 넣어주는 세포치료 방식이다. 이를 적응(입양)세포치료(adoptive cell transfer, ACT)라 하는데, 대표적으로 암세포에 대한 세포성 면역을 강화시키는 방법으로 종양침윤림프구(tumor infiltrating lymphocytes, TIL), T 세포 수용체(T cell receptor, TCR), 키메릭항원수용체(chimeric antigen receptor, CAR) 세포치료제 등이 있다.
3. 항암백신(Anticancer vaccine)
암세포가 갖고 있는 종양특이적 항원(tumor-specific antigen)을 암환자에게 투여하여 면역체계를 활성화 시킴으로써 체내 면역기능이 활발하게 만들어 암세포를 공격하도록 하는 면역치료법이다. 항암백신은 암세포의 특정 항원을 대상으로 하여 암세포 특이적 면역반응을 유도하는 특이적 항암치료백신(펩타이드 백신, DNA 백신, 인유두종바이러스 백신 등)과 체내 전반적인 면역반응을 향상시켜 암을 치료하는 비특이적 항암치료백신 (B7 그룹, TNF 그룹, 싸이토카인 그룹 등)으로 나눌 수 있다. 현재 특이적 항암치료백신으로 표적 암살상 바이러스치료제(targeted oncolytic virotherapy)가 있다.
4. 항체-약물접합체(Antibody–drug conjugate, ADC)
항체-약물접합체는 치료용 항체에 약물을 접합시켜 암세포들을 파괴하도록 디자인되었다. 즉 항체-약물 접합체의 항체가 암세포의 표면에 발현되는 표적분자에 반응하면서 암세포가 약물인 독성물질(toxic substance)에 노출되어 사멸되게 하는 치료법이다.

## 사례
2015년 8월 91세 나이에 뇌종양 수술을 받았던 지미 카터 전 미국 대통령이 12월 6일 자신이 완치되었다고 밝혔다. MSD의 면역항암제 키트루다(Keytruda)를 처방받았다. 전문가들은 "카터 전 대통령의 뇌종양이 완치된 것은 최근 의학의 획기적인 발전 덕택"이라고 말한다.
흡연 경력 20년이 넘는 회사원 최모(45)씨는 기침이 심해 진료를 받았는데, 뇌와 간으로 전이된 폐암 말기(4기)로 여생이 6개월이란 진단을 받았다. 기존 항암제를 투여했으나 아무 효과가 없었다. 2015년 1월 MSD의 키트루다(Keytruda) 임상시험에 들어갔다. 3주마다 키트루다 주사를 맞았다. 두 달 후 거의 다 나았다. 키트루다 1년치 약값은 1억원인데, 임상시험이라 무료였다. 2년째 건강하게 생존중이다.

## 국내현황
MSD의 키트루다(Keytruda)와 브리스톨 마이어스 스큅(BMS)의 옵디보가 경쟁중인데, 2016년 4월, 한국에서는 옵디보가 최초의 폐암 치료 면역항암제로 식약처 판매허가가 났다. 가톨릭대학교 서울성모병원 강진형 교수는 "많은 국내 폐암 환자가 옵디보 허가로 드디어 면역항암제 혜택을 누릴 수 있게 됐다. 기존 암 치료 판도를 완전히 바꾸고 새 항암치료 시대가 열렸다"고 강조했다.
녹십자셀은 한국에서 최초로 면역항암제 이뮨셀-LC를 개발했다. 이뮨셀-LC는 2007년 간암 치료제로 식품의약품안전처 허가를 받았으며 지난해 국내 매출 100억원을 돌파했다. 연 매출 100억원 이상의 의약품은 '블록버스터'로 일컬어진다. 2016년 4월 현재 뇌종양 적응증에 대한 3상 임상시험을 완료한 상태로 연내 품목허가가 가능할 것으로 예상된다. 환자의 혈액에서 추출한 면역세포를 특수한 배양과정을 통해 증폭, 항암능력을 극대화해 환자에게 다시 주사하는 개념이다. 기존 표적항암제와 달리 부작용이 거의 없다.

## 전망
주요 7개국(미국, 영국, 프랑스, 독일, 이탈리아, 스페인, 일본)의 면역항암제 시장이 2019년에 140억 달러, 2024년에 340억 달러 규모로 빠르게 확대될 것이라는 전망이 나왔다.
5년 이내 면역항암제가 항암제 시장의 60%를 차지할 것이라는 전망이 나온다.

## 남겨진 과제[12]
종양 면역치료법의 개발은 쉽지 않다. 종양 자체도 복잡한 특성을 가지고 있지만 면역세포 역시 그 종류가 매우 다양하기 때문이다. 한 종류의 세포라도 그 분화 정도에 따라 담당하는 역할이 매우 달라서 각각을 분리하여 접근하는 연구가 필요하다. 그리고 면역치료에도 부작용이 있다. 이는 대개 증가된 면역세포들의 활성과 분비 물질에 의해 정상세포들이 영향을 받게 되면서 나타난다. 따라서 (1)면역 치료에 좋은 반응을 보이는 환자를 선별할 수 있는 바이오 마커를 개발하고 (2)면역 반응을 모니터링할 수 있는 방법을 찾고 (3)다른 치료제와의 병용요법을 개발하는 것이 앞으로의 과제일 것이다.
투여후 과다진행(Hyperprogressive disease)이 관찰되는 경우가 표적항암제나 세포독성항암제보다 투여환자보다 14%정도 높다는 보고가 있다.

## 같이 보기
- 키트루다
- 옵디보